# Saint-Étienne i Bourges

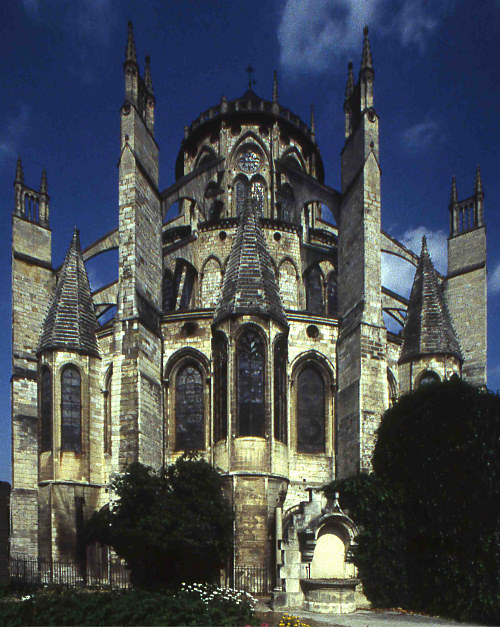
Saint-Étienne i Bourges

Saint-Étienne är en gotisk katedral i Bourges i departementet Cher i Frankrike. Katedralen uppfördes 1195–1255 men invigdes inte förrän 1394. Den återfinns på Unescos världsarvslista sedan 1992.
Saint-Étienne är en femskeppig kyrka som saknar transept. Med en inre takhöjd i mittskeppet på drygt 37 m och 21 respektive 9 m i sidoskeppen är den en av höggotikens största katedraler, och den dominerar helt den omgivande staden. Mittskeppets högväggar är nästan helt genombrutna av arkader, triforium och klerestorium, och kyrkorummets vertikalitet är på alla vis typisk för höggotiken. I Bourges har dock reducerade kapitäl lämnats kvar där kolonnerna övergår i knektarna och knektarna övergår i valvets ribbor.
I västfasaden finns fem portaler med rik skulptural utsmyckning från omkring 1250 inspirerade av portalerna i Chartres. Motivet i portalerna är Yttersta domen i den realistiska gotiska stilen med eleganta draperingar och mjuka hårvirvlar, omsorgsfullt återgiven anatomi och materialverkan. I den figurrika kompositionen finns bland annat en leende ärkeängeln Mikael och återuppståndelsen med nakna människor som kliver upp ur sina kistor.
Katedralen är också berömd för sina glasmålningar i koret.